# Distrito de Los Aquijes
El distrito de Los Aquijes es uno de los catorce distritos peruanos  que forman la provincia de Ica en el departamento de Ica, bajo la administración del Gobierno regional de Ica. Limita por el norte y por el oeste con el  distrito del Cercado de Ica; por el sur con el distrito de Pueblo Nuevo; por el este con el distrito de Rosario de Yauca.

## Historia
El distrito de Los Aquijes fue creado mediante Ley 5566 del 29 de noviembre de 1926 durante el gobierno del Presidente Augusto Leguía.

## Geografía
- Ríos: Ica.

### Localización
| Noroeste: Pacona e Ica       | Norte: Parcona, La Tinguiña y Yauca del Rosario | Noreste: Yauca del Rosario |
| Oeste: Ica                   |                                                 | Este: Yauca del Rosario    |
| Suroeste: Ica y Pueblo Nuevo | Sur: Pueblo Nuevo y Yauca del Rosario           | Sureste: Yauca del Rosario |

## Autoridades

### Municipales
- 2019 - 2022[1]
  - Alcalde: Hermelinda Alejo Coronado.

### Religiosas
- 2007 -  : Héctor Vera Colona, Obispo católico.

## Festividades
- Señor de Luren.
- Virgen del Tránsito 15 de agosto
- Primavera.
- pisco aquijeño.
- embanderamiento distrital 28 de mayo.